# Marshall Bartholomew
Pour les articles homonymes, voir Bartholomew.
Marshall Bartholomew, né le 3 mars 1885 à Belleville dans l'Illinois et mort le 16 avril 1978 à Guilford dans le Connecticut, est un chef de chœur américain.

## Biographie
Marshall Bartholomew naît le 3 mars 1885 à Belleville dans l'Illinois. Il fait ses études à l'Université Yale où il obtient un Bachelor of Art en 1907. Il étudie avec Horatio Parker et David Stanley Smith, avant d'aller étudier à Berlin. De retour aux États-Unis, il se consacre essentiellement à la direction chorale et aux arrangements.
En 1921, il fonde le Yale Glee Club, qu'il dirige jusqu'en 1928 puis entre 1939 et 1948.
Il publie notamment des arrangements pour chœur de musique traditionnelle américaine : la Yale Glee Club Series, pour voix d'hommes.

## Publications
Marshall Bartholomew publie diverses mélodies pour voix et piano ainsi que :
- Yale Glee Club Series
- The Yale Song Book 250e anniversaire (New-York, 1953)
- Mountain Songs of North Carolina
- 100 Original Songs for Young Voices

## Sources
- Nicolas Slonimsky, Alain Paris et Marie-Stella Paris, Dictionnaire biographique des musiciens, R. Laffont, 1995 (ISBN 2-221-06510-7, 978-2-221-06510-5 et 2-221-06787-8, OCLC 33096600, lire en ligne)